# عاطفه بعیات
عاطفه بعیات (متولد مهر ۱۳۶۷) کاراته‌کار ایرانی و قهرمان المپیک کاراته ناشنوایان جهان است. او اصالتاً اهل خوزستان است و موفق شد در مسابقات المپیک ناشنوایان جهان در سال‌های ۲۰۱۳ (صوفیه بلغارستان) و ۲۰۱۷ (سامسون ترکیه) دو مدال برنز کسب کند. فیلم مستندی از زندگی بعیات به کارگردانی فرهاد عزیزی یکتا ساخته شده‌است.